# Caryophyllia barbadensis
Espèce
Statut CITES
Caryophyllia barbadensis est une espèce de coraux appartenant à la famille des Caryophylliidae.